# Beipiaognathus
Beipiaognathus (il cui nome significa "mascella di Beipiao") è un genere dubbio di dinosauro teropode compsognathide vissuto nel Cretaceo inferiore in quella che oggi è la Formazione Yixian, nella Provincia di Liaoning, Cina.

## Classificazione
Il genere è stato inizialmente assegnato a Compsognathidae in base alla presenza di due caratteristiche: spine neurali dorsali a forma di ventaglio e la prima falange del primo dito della mano molto robusta. Nonostante ciò, presenta numerose differenze con gli altri compsognathidi: i denti sono conici e privi di dentellature; l'ulna è proporzionalmente più lunga; la prima falange del secondo dito della mano è più lunga e più robusta; la coda è molto più corta.
Tuttavia, Andrea Cau in una riflessione personale ha notato numerose caratteristiche del fossile che lo rendono una possibile chimera (fossile costituito da parti provenienti da esemplari diversi) di scarso valore scientifico.